# Tipula repugnans
Tipula repugnans är en tvåvingeart som beskrevs av Alexander 1940. Tipula repugnans ingår i släktet Tipula och familjen storharkrankar. Inga underarter finns listade i Catalogue of Life.